# Richard C. Sarafian
Richard C. Sarafian, Richard Caspar Sarafian, född den 28 april 1930 i New York, död den 18 september 2013 i Santa Monica var en amerikansk film- och TV-serieregissör samt skådespelare.

## Filmografi (urval)

### Regi
- 1963 – Bröderna Cartwright
- 1965–1968 – Krutrök
- 1966 – Läderlappen
- 1971 – Jakten mot nollpunkten
- 1971 – Mannen i vildmarken
- 1973 – Flykten genom vildmarken
- 1976 – Nästa offer
- 1979 – Den stora tågkraschen
- 1980 – Gyllene ögonblick
- 1981 – Gangsterkriget

### Roller
- 1976 – Nästa offer – Gregory Zolnikov
- 1990 – MacGyver – Caspar Kasabian
- 1995 – Hämnden – Sunny Ventura